# Adrián Bíreš
Adrián Bíreš (ur. 18 maja 1969 w Bańskiej Bystrzycy) – czechosłowacki, a później słowacki narciarz alpejski, olimpijczyk z 1988 roku, brązowy medalista mistrzostw świata juniorów.

## Kariera
Po raz pierwszy w zawodach organizowanych przez FIS Adrián Bíreš wystąpił w 1986 roku, kiedy wystartował na mistrzostwach świata juniorów w Bad Kleinkirchheim, gdzie jego najlepszym wynikiem było czwarte miejsce w kombinacji. W zawodach tych walkę o medal przegrał z Włochem Peterem Runggaldierem. W tej samej konkurencji wywalczył srebrny medal na rozgrywanych rok później mistrzostwach świata juniorów w Sälen, ulegając tylko Austriakowi Wolfgangowi Erharterowi. Na tej samej imprezie zdobył też brązowe medale w slalomie i gigancie, a w zjeździe zajął piąte miejsce. W 1988 roku wystartował na igrzyskach olimpijskich w Calgary, zajmując między innymi ósme miejsce w kombinacji i piętnaste w slalomie. Nigdy nie zdobył punktów do klasyfikacji generalnej Pucharu Świata.

## Osiągnięcia

### Igrzyska olimpijskie
| Miejsce | Dzień     | Rok  | Miejscowość | Konkurencja | Czas biegu | Strata | Zwycięzca         |
| ------- | --------- | ---- | ----------- | ----------- | ---------- | ------ | ----------------- |
| 33.     | 15 lutego | 1988 | Calgary     | Zjazd       | 1:59,63    | +6,91  | Pirmin Zurbriggen |
| 8.      | 17 lutego | 1988 | Calgary     | Kombinacja  | 36,55      | +31,95 | Hubert Strolz     |
| 23.     | 21 lutego | 1988 | Calgary     | Supergigant | 1:39,66    | +5,67  | Franck Piccard    |
| DNF     | 25 lutego | 1988 | Calgary     | Gigant      | 2:06,37    | -      | Alberto Tomba     |
| 15.     | 27 lutego | 1988 | Calgary     | Slalom      | 1:39,47    | +5,66  | Alberto Tomba     |

### Mistrzostwa świata juniorów
| Miejsce | Dzień     | Rok  | Miejscowość        | Konkurencja | Czas biegu | Strata | Zwycięzca         |
| ------- | --------- | ---- | ------------------ | ----------- | ---------- | ------ | ----------------- |
| 15.     | 20 lutego | 1986 | Bad Kleinkirchheim | Zjazd       | 1:41,03    | +2,09  | William Besse     |
| 24.     | 21 lutego | 1986 | Bad Kleinkirchheim | Gigant      | 2:24,64    | +5,99  | Konrad Ladstätter |
| 21.     | 23 lutego | 1986 | Bad Kleinkirchheim | Slalom      | 1:53,81    | +7,50  | Anders Lundqvist  |
| 4.      | 23 lutego | 1986 | Bad Kleinkirchheim | Kombinacja  | ?          | ?      | Peter Wirnsberger |
| 3.      | 21 marca  | 1987 | Sälen              | Slalom      | 1:50,95    | +0,51  | Roger Pramotton   |
| 3.      | 22 marca  | 1987 | Sälen              | Gigant      | 2:31,70    | +0,68  | Thomas Wolf       |
| 2.      | 24 marca  | 1987 | Hemsedal           | Kombinacja  | ?          | ?      | Wolfgang Erharter |

### Puchar Świata
Bíreš nigdy nie zdobył punktów PŚ.